# Ferrocarril de Punta Arenas a Mina Loreto
El Ferrocarril de Punta Arenas a Mina Loreto, también conocido como el Ferrocarril de la Mina Loreto, fue una línea de ferrocarril chilena existente en la provincia de Magallanes, conectando la ciudad de Punta Arenas con el yacimiento carbonífero ubicado al oeste de esta. Fue uno de los ferrocarriles más australes del mundo.

## Historia
Los orígenes de la línea férrea se remontan a 1869, cuando la Sociedad Carbonífera de Magallanes construyó una vía con trocha de 0,914 m. El ferrocarril inicialmente fue de tracción animal y hacia 1874 se realizaron trabajos para mejorar la vía y poder convertirse en un ferrocarril de vapor; las obras estuvieron a cargo del ingeniero José Clemente Castro e incluyeron la extensión del trazado para alcanzar un total de 7 millas. No obstante las obras, a mediados de los años 1870 tanto la mina de carbón como el ferrocarril habían sido abandonados.
Mediante la ley 1300 del 16 de diciembre de 1899 el gobierno chileno otorgó la concesión a Agustín Ross para construir una línea de trocha métrica y de 8,6 km de largo hasta la mina de carbón denominada «Loreto». En octubre de 1900 se iniciaron las obras para construir la vía férrea, quedando finalizadas el 29 de enero de 1902. El trazado se iniciaba en el muelle y en el kilómetro 2,5 se encontraba la estación principal —que constaba de dos galpones (uno para estacionar las locomotoras y el otro para los carros) y una maestranza— para continuar por la actual avenida Manuel Aguilar y la reserva nacional Magallanes otros 6,5 km hasta la terminal en la mina Loreto.
El ferrocarril fue adquirido por la Sociedad Anónima Ganadera y Comercial Menéndez Behety el 6 de marzo de 1914, sin embargo la aprobación del gobierno para dicha transferencia ocurrió recién el 28 de agosto de 1940 mediante decreto del Ministerio de Fomento. Alrededor de 1913 el Frigorífico Hoeneisen (convertido en Sociedad Frigorífica de Punta Arenas en 1916) construyó un pequeño ramal de trocha métrica y aproximadamente 1,5 km de largo que conectaba la grasería ubicada en el actual barrio Arturo Prat con la línea de la mina Loreto a través de la actual calle Sargento Aldea; dicho ferrocarril circuló hasta inicios o mediados de los años 1930.
En julio de 1946 el ferrocarril fue autorizado por el gobierno para levantar las vías en el tramo entre la esquina de las avenidas República y España y la bodega en la esquina de las calles Talca y Colón. Finalmente, el 30 de septiembre de 1947 fue autorizado a levantar la totalidad de la vía férrea, lo cual concluyó en febrero de 1948.

## Material rodante
Las locomotoras a vapor que formaron parte del ferrocarril fueron:
| Nombre       | Fabricante        | Fecha de construcción | Imagen | Notas |
| ------------ | ----------------- | --------------------- | ------ | ----- |
| Loreto       | Baldwin           | Febrero de 1901       |        |       |
| Punta Arenas | Baldwin           | Diciembre de 1906     |        |       |
| Magallanes   | Baldwin           | Febrero de 1917       |        |       |
| Chile        | Borsig (probable) | Desconocida           |        |       |